# Castelnau d’Auzan Labarrère
Castelnau d’Auzan Labarrère ist eine französische Gemeinde mit 1.185 Einwohnern (Stand: 1. Januar 2022) im Département Gers in der Region Okzitanien. Sie gehört zum Arrondissement Condom und zum Kanton Armagnac-Ténarèze.
Sie entstand mit Wirkung vom 1. Januar 2016 als Commune nouvelle durch die Zusammenlegung der bisherigen Gemeinden Castelnau-d’Auzan und Labarrère. Lediglich Labarrère wurde in der neuen Gemeinde der Status einer Commune déléguée zuerkannt. Der Verwaltungssitz befindet sich in Castelnau-d’Auzan.

## Geografie
Die Gemeinde Castelnau d’Auzan Labarrère liegt etwa 25 Kilometer westlich von Condom. Die Izaute bildet streckenweise die östliche Gemeindegrenze. Castelnau d’Auzan Labarrère grenzt im Westen an das Département Landes, im Norden an das Département Lot-et-Garonne. Nachbargemeinden sind Saint-Pé-Saint-Simon im Norden, Sainte-Maure-de-Peyriac im Nordosten, Montréal im Osten, Bretagne-d’Armagnac im Südosten, Eauze im Süden, Parleboscq im Südwesten und Escalans im Westen.

## Gliederung
| Ortsteil                              | ehemaliger INSEE-Code | Fläche (km²) | Höhenlage (m) |      | Dichte (Einw. je km²) |
| ------------------------------------- | --------------------- | ------------ | ------------- | ---- | --------------------- |
| Castelnau-d'Auzan (Verwaltungssitz)00 | 32079                 | 43,79        | 82–186        | 1044 | 23,8                  |
| Labarrère                             | 32168                 | 12,99        | 77–181        | 0212 | 16,3                  |